# The Light of a New Sun
The Light of a New Sun è il terzo disco solista del cantautore italiano J.C. Cinel uscito nel 2011 per Andromeda Relix/Black Widow Records. Quattro brani vedono la collaborazione di Johnny Neel (ex Allman Brothers Band e Gov't Mule) all'organo Hammond e al pianoforte.

## Tracce
Testi e musiche di J.C. Cinel.
1. Think of Myself – 5:30
2. Wheels of Time – 5:16
3. Living on a Highway – 5:03
4. The Light of a New Sun – 6:30
5. Sweet and Wild – 4:35
6. Islands – 4:50
7. Nashville Nights – 5:15
8. California Sunsets – 4:37
9. White Soldier – 5:45
10. Fallen Angel – 5:58
11. A Place in the Sun – 4:26

## Formazione
Musicisti:
- J.C. Cinel – voce, chitarra acustica, chitarra elettrica, dobro, armonica
- Davide Debusti – cori, chitarra
- Federico Delfini – batteria
- Dario Guarino – batteria (in Wheels of Time, Living on a Highway, The Light of a New Sun, Islands)
- Johnny Neel – organo Hammond, pianoforte (in Living on a Highway, The Light of a New Sun, Sweet and Wild, White Soldier)
- Andrea Barbieri – chitarra (in Living on a Highway, The Light of a New Sun, Nashville Nights)
- Luca Balocco – basso (in California Sunset, Sweet and Wild)
- Alex Carrieri – basso (in Think of Myself, Fallen Angel)
- Gianni Grecchi – basso (in Living on a Highway, The Light of a New Sun, Sweet and Wild, White Soldier)
- Alberto Callegari – basso (in Nashville Nights, White Soldier)